# Natolin

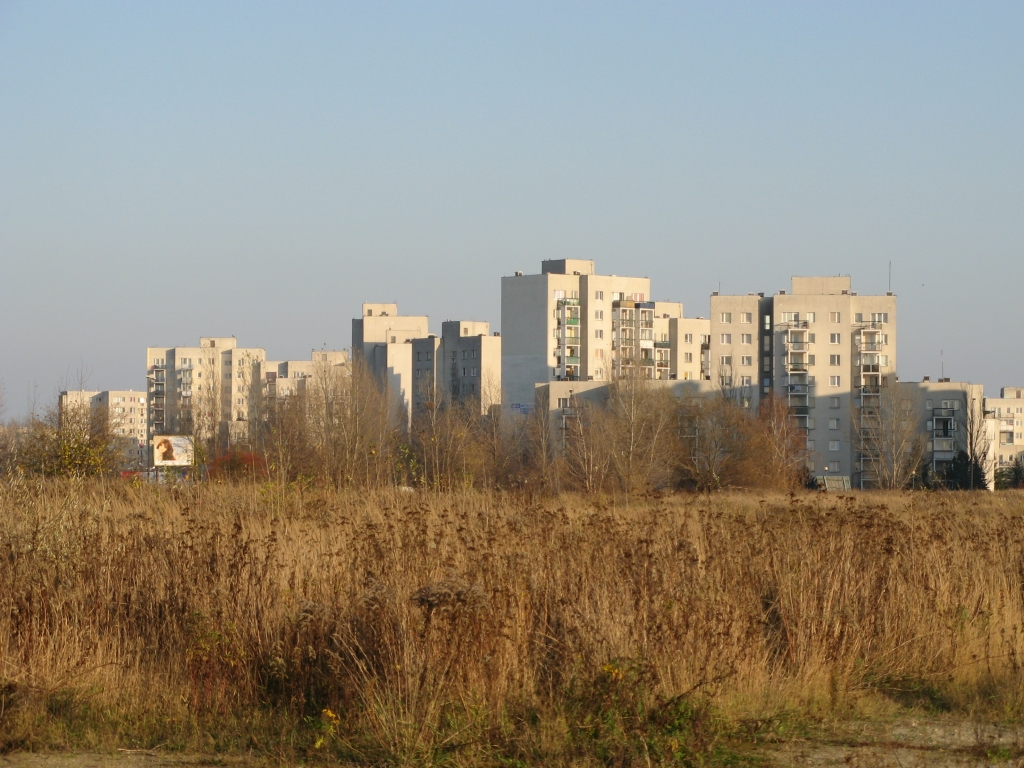
„Stanisław Kazury“-Blockbebauung in Natolin

Natolin ist ein Stadtteil im Süden der polnischen Hauptstadt Warschau, der von einer dichten Wohnbebauung mit Hochhäusern geprägt ist und über eine U-Bahn-Station verfügt. Er ist Teil des Bezirks Ursynów. Bis zum Beginn der 1980er Jahre besaß dieser Stadtteil ein eher dörfliches Aussehen.

## Schloss- und Parkkomplex Natolin (Potocki-Palais)
Bekannt ist Natolin wegen seines Palastes. Ursprünglich befand sich hier eine Fasanerie König Jan Sobieskis. Im Auftrag von Fürst August Aleksander Czartoryski baute der deutschstämmige Architekt Szymon Bogumił Zug zwischen 1782 und 1784 dort ein kleines klassizistisches Palais, das im 19. Jahrhundert mehrfach umgebaut wurde. Aus dem umgebenden Wald wurde ein englischer Landschaftspark, in dem auch ein Grabmal für Natalia Sanguszko, geb. Potocki, entstand, nach der der Ort – bei ihrer Geburt – benannt wurde. Im Zweiten Weltkrieg wurde das Palais zerstört. Nach dem späteren Aufbau beherbergt es seit 1993 einen Teil des Europakollegs (der andere befindet sich in Brügge).